# 바티칸 언덕

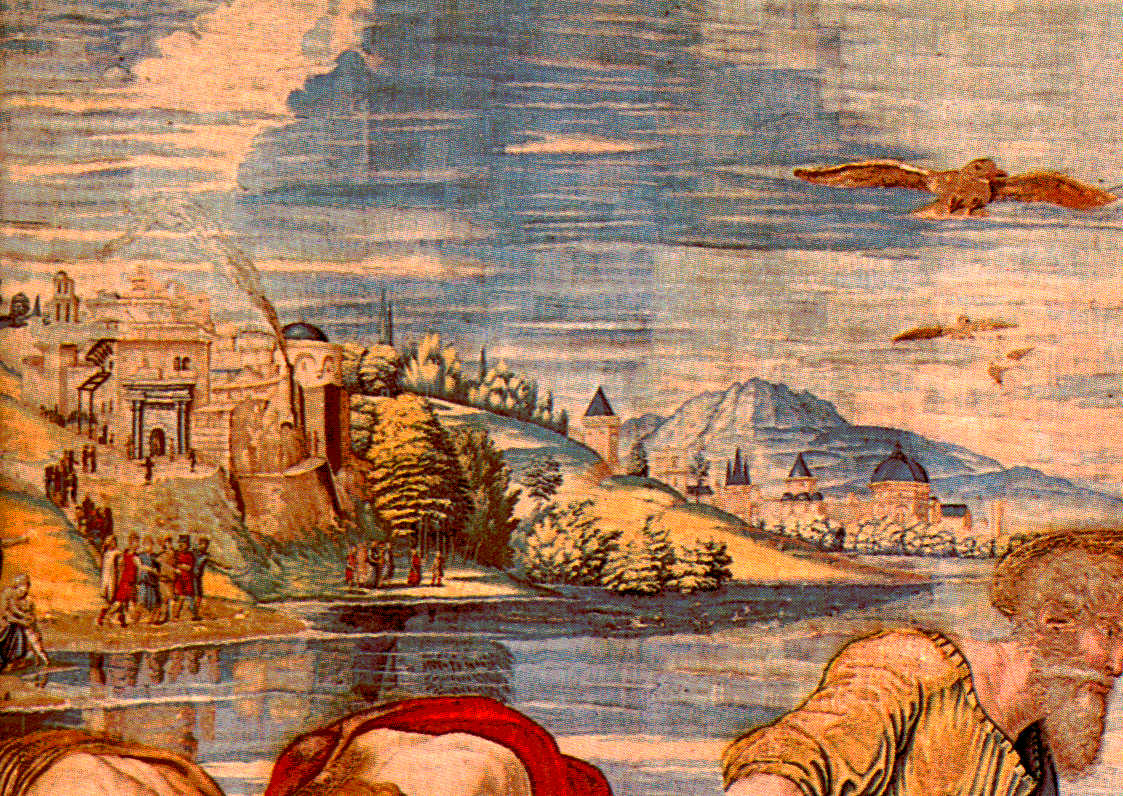
바티칸 언덕(왼쪽) 지형 태피스트리, 약 1519년.

바티칸 언덕(라틴어: Vaticanus Mons)은 기독교가 출현하기 훨씬 오래전부터 로마의 일곱 언덕 맞은편에 있는 테베레강변에 있는 언덕들 가운데 한 언덕에 붙여진 이름이다. 그곳은 원래 ‘바티쿰(Vaticum)’이라고 불리던 에트루리아 마을 지역이었다.
기원후 1세기경, 도시 구역 바깥에 있었던 바티칸 언덕에는 경기장(네로의 경기장)과 공동묘지가 특색을 이루었다. 그 가운데 성 베드로 사도의 무덤 위에는 성 베드로 대성전이 건설되었다. 인근의 또 다른 공동묘지는 2006년 10월 10일 바티칸 미술관의 500주년 행사 때 일반에 공개되었다.
바티칸 언덕은 비록 로마의 일곱 언덕 가운데 하나는 아니었지만, 교황 레오 4세 치세 동안 성 베드로 대성전과 바티칸을 보호하기 위한 목적으로 848년에서 852년에 걸쳐 성벽을 확장하면서 로마 시 구역 안에 포함되었다. 이렇게, 바티칸 언덕은 (1929년 라테란 조약 이후 리오네 보르고에 포함된) 로마 성벽과 시 구역 안에 1100년 이상 존재해오고 있다.
아비뇽 유수(1305-1378) 이전까지 성좌의 본부가 있었던 곳은 라테라노 궁전이었다. 70년간의 아비뇽 교황 시대를 끝내고 교황이 로마로 돌아오면서 교회 행정은 바티칸 언덕으로 옮겨졌고, 교황의 궁전은 1871년까지 퀴리날레 언덕 위에 있는 퀴리날레 궁전이었다. 1929년 이후부터 바티칸 언덕의 일부에는 바티칸 시국이 자리 잡고 있다. 그렇지만, 교황의 로마 주교좌 성당은 바티칸에 있는 성 베드로 대성전이 아니라, 1929년 교황청과 이탈리아 정부가 체결한 라테란 조약에서 성좌와 연계되는 특정 영역으로 분류된 산 조반니 인 라테라노 대성전이다.
바티칸이라는 단어의 어원은 에트루리아 차용어이며, 라틴어로 ‘관찰자’나 ‘점성술사’를 뜻하는 ‘바테스(vates)’와는 관계가 없다.

## 참고 문헌
- Nino Lo Bello (1998). 《Incredible Book of Vatican Facts and Papal Curiosities, 1998》. New York: Liguori Publications. ISBN 0-7648-0171-6.

## 같이 보기
- 로마의 일곱 언덕